# Thouinidium decandrum
Thouinidium decandrum är en kinesträdsväxtart som först beskrevs av H. & B., och fick sitt nu gällande namn av Ludwig Radlkofer. Thouinidium decandrum ingår i släktet Thouinidium och familjen kinesträdsväxter. Inga underarter finns listade i Catalogue of Life.